# Inter Kashi Football Club
L'Inter Kashi Football Club è una società calcistica indiana con sede nella città di Varanasi, nella regione dell'Uttar Pradesh. Milita nella I-League.

## Storia

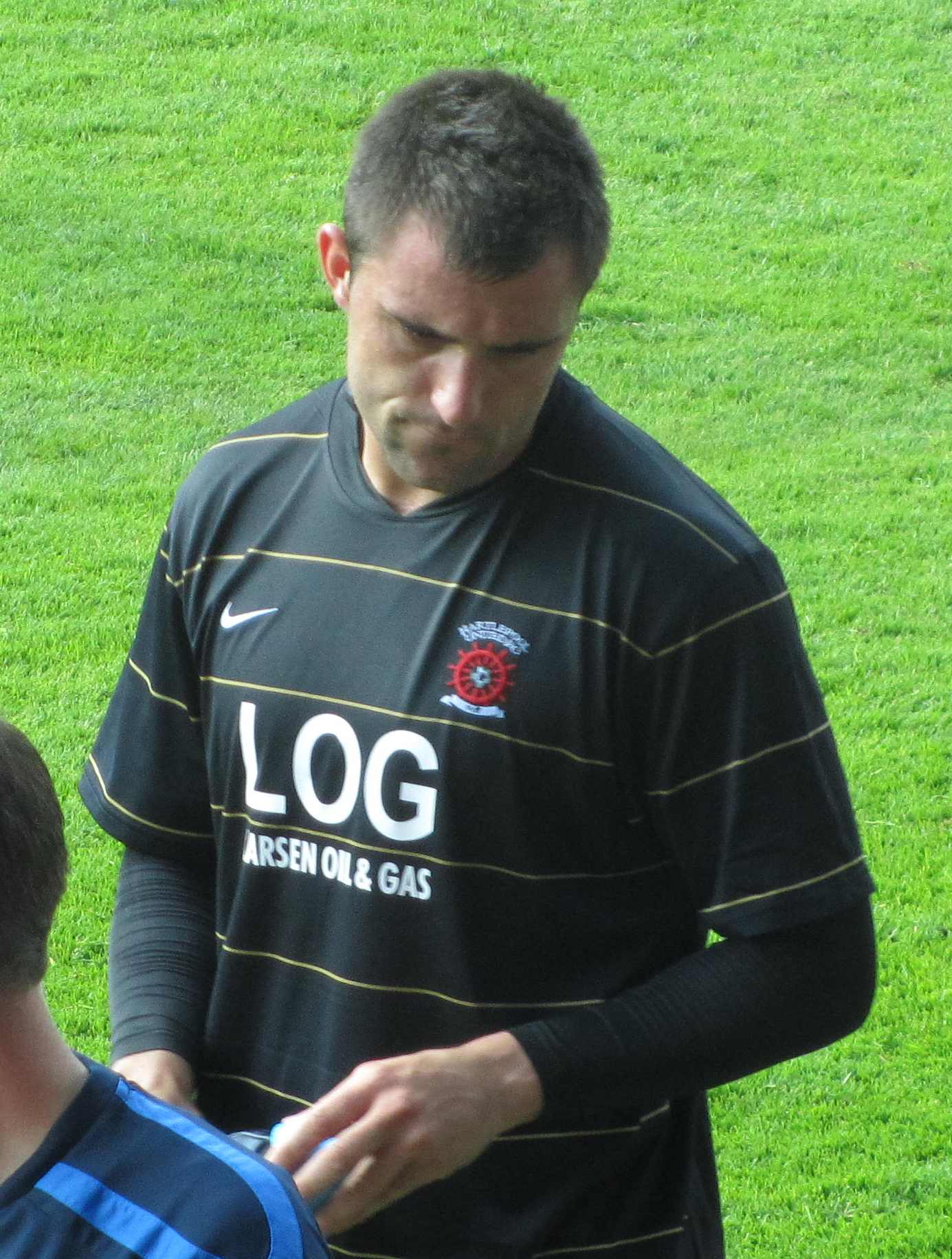
Peter Hartley, il primo calciatore ingaggiato dal club

Nel maggio 2023 l'All India Football Federation, l'organo di governo del calcio in India, ha annunciato che avrebbe accettato le offerte per nuovi club per unirsi alla stagione I-League 2023-2024 in poi. Il 29 giugno 2023 è stato annunciato che era stato raggiunto un accordo per il franchising di Varanasi tra RDB Group of Companies, con sede a Calcutta, e i club europei Atlético Madrid e Inter Escaldes. Il soprannome di "Inter" è stato aggiunto a causa del legame con l'Inter Escaldes. Il club ha anche annunciato la creazione dell'Accademia Atlético de Bharat per lo sviluppo del calcio di base nello stato. Lo spagnolo Carlos Santamarina è stato scelto come primo allenatore del club, mentre Javier Broch e Arata Izumi sono stati coinvolti come suoi vice. Il calciatore inglese Peter Hartley è stato il primo giocatore ingaggiato dal club. Il 28 ottobre 2023 l'Inter Kashi ha giocato la sua prima partita ufficiale contro il Gokulam Kerala nella I-League. Edmund Lalrindika ha segnato il primo gol del club e Mohammed Asif Khan ha segnato il pareggio per guadagnare il primo punto in un pareggio per 2-2. La loro prima vittoria è arrivata contro il Namdhari il 6 novembre 2023. Il 21 novembre ha giocato la sua prima partita casalinga di I-League contro il Mohammedan nello stadio di calcio Ekana di Lucknow. Nell'ottobre 2024, i due giocatori dell'Inter Kashi Sachu Siby e Harmanpreet Singh si sono uniti alla squadra di Primera Divisió Inter Club d'Escaldes, ma Siby non è stato in grado di proseguire a causa delle restrizioni sui visti. La seconda stagione per loro rimane controversa ed è anche la loro prima stagione fuori dall'Uttar Pradesh dopo che il loro precedente stadio di casa, l'Ekana Football Stadium, è stato dichiarato non idoneo al gioco e hanno dovuto trasferirsi al Kalyani Stadium di Nadia. Il 22 novembre 2024 hanno giocato la loro prima partita nel loro nuovo stadio di casa, che è rimasta anche la partita di apertura del campionato contro l'SC Bengaluru. L'Inter Kashi ha proposto di spostare il loro stadio di casa dal Kalyani Stadium di Nadia all'Indira Gandhi Athletic Stadium di Guwahati fino a quando non verrà costruito il loro nuovo stadio a Varanasi.

## Controversie
La seconda stagione dell'Inter Kashi è rimasta controversa a causa delle osservazioni di vari membri del calcio indiano e delle accuse del recente proprietario del Delhi FC Ranjit Bajaj, che possiede anche la Minerva Academy. L'Inter Kashi ha fatto ricorso contro il Namdhari FC per aver schierato un giocatore non idoneo nella partita n. 45, per la quale il Comitato disciplinare dell'AIFF ha assegnato 3 punti all'Inter Kashi e ha annullato la partita come vittoria per loro, che è stata successivamente sospesa per ordine del Comitato di appello dell'AIFF e il risultato dell'ordine è stato dichiarato il 28 aprile. Mentre il proprietario dei Churchill Brothers, precedente proprietario e padre del CEO della squadra 2024-25, Valanka Alemao (anche presidente dell'AIFF) ,  Churchill Alemao ha anche accusato l'Inter Kashi di essere tra le voci controverse. Mentre l'Inter Kashi ha anche sollevato serie preoccupazioni riguardo alla disparità e alla chiarezza da parte dell'All India Football Federation. Hanno sollevato preoccupazioni riguardo alle regole e alla cattiva gestione che si sono verificate nei loro confronti per la partita decisiva della stagione del round 21, tra Churchill Brothers e Inter Kashi, per la quale muovono accuse contro Churchill Brothers per non averli lasciati allenare sul campo in cui si sarebbe svota la partita come indicato nel regolamento AIFF.  Questa partita è rimasta così controversa che l'AIFF ha dovuto invitare arbitri per arbitrare la partita dal Nepal. La partita ha visto anche otto gialli e un rosso e un gol controverso che è stato sostenuto essere un fallo di mano ma è stato assegnato dagli arbitri. L'allenatore dell'Inter Kashi Antonio Habas ha detto che si tratta del punto più basso del calcio indiano. Il Namdhari FC ha anche fatto ricorso contro l'Inter Kashi per aver schierato uno straniero nella I-League che era fuori lista, Mario Barco. La fine di questa controversia da parte della All India Football Federation (AIFF) si è conclusa con i Churchill Brothers essere dichiarati vincitori e l'Inter Kashi secondo classificato. L'Inter Kashi si è rivolto al TAS (Tribunale Arbitrale dello Sport) il 27 aprile 2025 contro la decisione del Comitato d'Appello dell'All India Football Federation (AIFF) di assegnare il titolo di I-League ai Churchill Brothers. Questa decisione è stata presa dopo che il Comitato d'Appello dell'AIFF ha annullato una precedente decisione che assegnava il titolo all'Inter Kashi. Il TAS ha ora emesso un'ordinanza che sospende la decisione del Comitato d'Appello dell'AIFF e impedisce all'AIFF di dichiarare un vincitore o di tenere una cerimonia di premiazione fino alla conclusione dell'arbitrato del TAS. Ma l'AIFF ha concluso la cerimonia ignorando la decisione del TAS e ha assegnato il trofeo e le medaglie ai giocatori di Churchill e anche senza la presenza della State Football Association alla cerimonia. Questa azione ha attirato critiche dalla Goa Football Association (GFA) e ha sollevato dubbi sulla credibilità dell'AIFF e sul suo rapporto con le associazioni statali. L'AIFF ha successivamente riconosciuto l'ordine di sospensione del TAS e ha chiesto ai Churchill Brothers di restituire il trofeo. La decisione dell'AIFF è stata annullata dalla sentenza del TAS del 18 luglio 2025 che ha incoronato l'Inter Kashi campione della stagione della I-League.

## Strutture

### Stadio

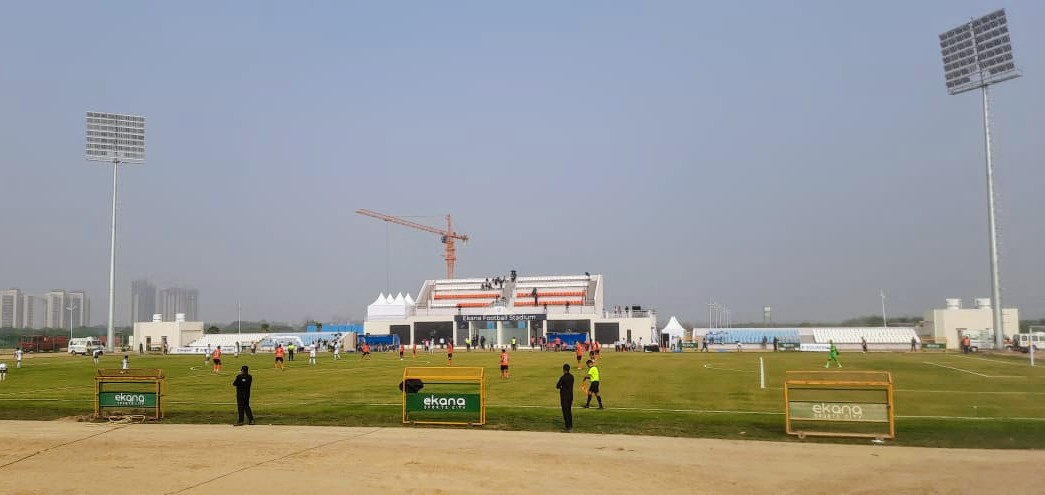
L'Ekana Football Stadium

L'Ekana Football Stadium è uno stadio a Lucknow, Uttar Pradesh.

## Allenatori e presidenti
| Allenatori - 2023-2024 Carlos Santamarina - 2024-attuale Antonio Lopez Habas | Presidenti - 2023-attuale Vinod Dugar |

## Organico

### Rosa
| N. |                   | Ruolo | Calciatore                  |
| -- | ----------------- | ----- | --------------------------- |
|    | India (bandiera)  | P     | Shubham Dhas                |
|    | India (bandiera)  | P     | Sharon Padattil             |
|    | India (bandiera)  | P     | Arindam Bhattacharya        |
|    | India (bandiera)  | D     | Klusner John Manuel Pereira |
|    | India (bandiera)  | D     | Kojam Beyong                |
|    | India (bandiera)  | D     | Sandip Mandi                |
|    | India (bandiera)  | D     | Deepak Devrani              |
|    | India (bandiera)  | D     | Anil Chawan                 |
|    | India (bandiera)  | D     | Ashray Bhardwaj             |
|    | India (bandiera)  | D     | Aritra Das                  |
|    | India (bandiera)  | D     | Dettol Moirangthem          |
|    | Serbia (bandiera) | C     | Nikola Stojanović           |
|    | India (bandiera)  | C     | Angelo Singh Keisam         |
|    | Spagna (bandiera) | C     | Julen Pérez                 |
|    | India (bandiera)  | C     | Sweden Fernandes            |
|    | India (bandiera)  | C     | Karthik Panicker            |

| N. |                      | Ruolo | Calciatore               |
| -- | -------------------- | ----- | ------------------------ |
|    | India (bandiera)     | C     | Phijam Vikash Singh      |
|    | India (bandiera)     | C     | Jackichand Singh         |
|    | Spagna (bandiera)    | C     | Fran Gómez               |
|    | India (bandiera)     | C     | Asif Khan                |
|    | India (bandiera)     | C     | Haobam Tomba Singh       |
|    | India (bandiera)     | C     | Prasanth Karuthadathkuni |
|    | Finlandia (bandiera) | C     | Joni Kauko               |
|    | Spagna (bandiera)    | A     | Mario Barco              |
|    | India (bandiera)     | A     | Ishan Dey                |
|    | India (bandiera)     | A     | Edmund Lalrindika        |
|    | Spagna (bandiera)    | A     | Jordan Lamela            |
|    | India (bandiera)     | A     | Sumeet Passi             |
|    | India (bandiera)     | A     | William Pauliankhum      |
|    | India (bandiera)     | A     | Bidyashagar Singh        |
|    | India (bandiera)     | A     | Harmanpreet Singh        |
|    | India (bandiera)     | A     | Chirag Bhujel            |

### Staff tecnico
- Antonio López Habas - Allenatore
- Arata Izumi - Assistente

## Palmarès
- I-League: 1

2024–2025